# Det spökar i mitt hus
Det spökar i mitt hus (engelska: A Scary Story Night) är en bok från 1990 av Rob Lewis. År 1992 utkom boken på svenska, översatt av Johanna Jormér.

## Handling
Mimmi och Lille-Mus läser spökhistorier innan de skall somna. Snart verkar det som att det spökar i huset.